# 自己免疫性肝炎
自己免疫性肝炎(じこめんえきせいかんえん、英Autoimmune hepatitis：AIH)とは、免疫システムの異常により、肝臓に障害が起こる自己免疫疾患の一つ。厚生労働省が難病の患者に対する医療等に関する法律（難病法）で定義する指定難病である。

## 疫学
中年以上の女性に多く好発する。日本においてはHLA-DR4が高頻度に認められている。

## 検査
血液検査にて以下を呈していく。
- 血清トランスアミナーゼ
  - アスパラギン酸アミノ基転移酵素（ASTまたはGOT）・アラニンアミノ基転移酵素（ALTまたはGPT）が高値を示す
- IgG高値を示す
- 主に以下の5つの自己抗体が高値を示す
  - 抗核抗体（anti nuclear antibody：ANA）
  - 抗平滑筋抗体（anti smooth muscle antibody：SMA）
  - 肝腎ミクロソーム抗体1型（liver kidney microsome antibody type 1：LKM-1）
  - 肝可溶性抗原抗体（soluble liver antigen antibody：SLA）
  - 他にも肝サイトゾル抗体1型（liver cytosol antibody type 1：LC-1）等が高値を示す

## 病理
肝生検を行うことで以下の病理所見が特徴的とされている。
- 門脈域に高度のリンパ球・形質細胞の浸潤
- 段階的肝細胞の破壊（piecemeal necrosis）

## 診断
基本的に、国際自己免疫性肝炎グループ（International Autoimmune Hepatitis Group：IAIHG）の診断基準と厚生労働省の診断基準が広く用いられている。
- Simplified Criteria for the Diagnosis of Autoimmune Hepatitis（IAIHG　1999年　2008年改定簡易版）

| 項目 | 基準                            | 点数    |
| --- | ------------------------------- | ------- |
| 抗核抗体（ANA） or 抗平滑筋抗体（SMA） 抗核抗体（ANA） or 抗平滑筋抗体（SMA） 肝腎マイクロゾーム抗体（LKM） SLA抗体（SLA） | 40倍以上 80倍以上 40倍以上 陽性 | 1点 2点 |
| IgG | ＞正常上限 ＞1.1倍              | 1点 2点 |
| 肝生検 | 適応像 典型像                   | 1点 2点 |
| ウイルス性肝炎が存在しない                                                                                                 | (＋)                            | 2点     |

6点以上：疑診（probable AIH）　　　　7点以上：確診（definite AIH）
- 自己免疫性肝炎の診断指針・治療指針（厚生労働省　2013年）

1. 他の原因による肝障害が否定
2. 抗核抗体陽性ないし抗平滑筋抗体陽性
3. IgG 高値（＞基準上限値1.1倍）
4. 組織学的に肝組織の interface hepatitis や形質細胞浸潤の確認
5. 副腎皮質ステロイドが著効

- - 典型例：上記1を満たし、2〜5のうち3項目以上を認める
  - 非典型例：上記1を満たし、2〜5 の所見の1～2項目を認める

## 分類
以前は、自己抗体の検出パターンによって以下の4つの分類が用いられていた。
- 1型：抗核抗体（ANA）
- 2型：抗平滑筋抗体（SMA）
- 3型：肝腎ミクロソーム抗体1型（LKM-1）
- 4型：肝可溶性抗原抗体（SLA）

最近では以下が用いられている。
- 1型自己免疫性肝炎（Type 1 AIH）

自己抗体として、ANA・SMA・SLA等が陽性
- 2型自己免疫性肝炎（Type 2 AIH）

自己抗体として、LKM-1・LC-1等が陽性　小児・若年者に多く重症型を呈する場合が多い

## 治療
ステロイド・免疫抑制剤投与を行う。
基本的にアメリカ肝臓学会（American Association for the Study of Liver Diseases：AASLD）作成の治療ガイドラインが広く用いられている。